# Billboardlistans förstaplaceringar 1958
Billboardlistans förstaplaceringar 1958 återger tidningen Billboards redovisade singelettor under 1958. 1958 var det första året för Billboardlistan, och första ettan blev Poor Little Fool av Ricky Nelson.
| Datum        | Ettor på Hot 100                                     | Ettor på Best Sellers in Stores                    |
| ------------ | ---------------------------------------------------- | -------------------------------------------------- |
| 4 augusti    | "Poor Little Fool" Ricky Nelson                      | "Poor Little Fool" Ricky Nelson                    |
| 11 augusti   | "Poor Little Fool" Ricky Nelson                      | "Poor Little Fool" Ricky Nelson                    |
| 18 augusti   | "Nel Blu Dipinto Di Blu (Volare)" Domenico Modugno   | "Nel Blu Dipinto Di Blu (Volare)" Domenico Modugno |
| 25 augusti   | "Little Star" The Elegants                           | "Bird Dog" Everly Brothers                         |
| 1 september  | "Nel Blu Dipinto Di Blu (Volare)" Domenico Modugno   | "Nel Blu Dipinto Di Blu (Volare)" Domenico Modugno |
| 8 september  | "Nel Blu Dipinto Di Blu (Volare)" Domenico Modugno   | "Nel Blu Dipinto Di Blu (Volare)" Domenico Modugno |
| 15 september | "Nel Blu Dipinto Di Blu (Volare)" Domenico Modugno   | "Nel Blu Dipinto Di Blu (Volare)" Domenico Modugno |
| 22 september | "Nel Blu Dipinto Di Blu (Volare)" Domenico Modugno   | "Nel Blu Dipinto Di Blu (Volare)" Domenico Modugno |
| 29 september | "It's All in the Game" Tommy Edwards                 | "It's All in the Game" Tommy Edwards               |
| 6 oktober    | "It's All in the Game" Tommy Edwards                 | "It's All in the Game" Tommy Edwards               |
| 13 oktober   | "It's All in the Game" Tommy Edwards                 | "It's All in the Game" Tommy Edwards               |
| 20 oktober   | "It's All in the Game" Tommy Edwards                 | -                                                  |
| 27 oktober   | "It's All in the Game" Tommy Edwards                 | -                                                  |
| 3 november   | "It's All in the Game" Tommy Edwards                 | -                                                  |
| 10 november  | "It's Only Make Believe" Conway Twitty               | -                                                  |
| 17 november  | "Tom Dooley" The Kingston Trio                       | -                                                  |
| 24 november  | "It's Only Make Believe" Conway Twitty               | -                                                  |
| 1 december   | "To Know Him, Is to Love Him" The Teddy Bears        | -                                                  |
| 8 december   | "To Know Him, Is to Love Him" The Teddy Bears        | -                                                  |
| 15 december  | "To Know Him, Is to Love Him" The Teddy Bears        | -                                                  |
| 22 december  | "The Chipmunk Song" The Chipmunks with David Seville | -                                                  |
| 29 december  | "The Chipmunk Song" The Chipmunks with David Seville | -                                                  |